# الرجل-العنكبوت: الأبعاد المحطمة
الرجل-العنكبوت: الأبعاد المحطمة (بالإنجليزية: Spider-Man: Shattered Dimensions)‏ هي لعبة أكشن ومغامرات لعام 2010 مبنية على قصص مارفل المتحركة للبطل الخارق سبايدرمان. يتحكم اللاعبون بأربع نسخ من الرجل-العنكبوت، كل واحد يعود أصله إلى كون مختلف في الأكوان المتعددة لقصص مارفل المصورة. مؤديو صوت الرجل-العنكبوت السابقون هم نيل باتريك هاريس، وكريستوفر دانيال بارنز، ودان كيلفيزان، وجوش كيتون، كل شخص يؤدي صوت أحد الرجال-العناكب الأربعة.
تتمحور اللعبة حول قطعة أثرية معروفة بلوح النظام والدمار. عندما تحطمت إلى قطع أثناء قتال بين الرجل-العنكبوت وميستيريو، تسببت في مشاكل في عوالم متعددة حول أكوان مارفل المتعددة. تدعو السيدة شبكة أربع نسخ من الرجل-العنكبوت من أربعة عوالم لمساعدتها في إعادة العوالم في توازن: الرجل-العنكبوت المذهل، والرجل-العنكبوت نوير، والرجل-العنكبوت عام 2099، والرجل-العنكبوت المطلق. يتحكم اللاعب بكل واحد من الرجال-العناكب في محاولتهم في استرجاع شظايا اللوح من الأشرار داخل العالم الخاص به، والذين يمتلكون مهارات جديدة ممنوحة من اللوح.
تلقت الأبعاد المتحطمة مراجعات إيجابية من النقاد. مدح المراجعون بشكل عام فكرة جلب أربعة أكوان مارفل معاً، وإشادة تأدية الصوت، والقتال، والتقديم، وحس الدعابة، والنتيجة، لكن توجه النقد نحو القصة، واختيار الأعداء وتضمن التصميم للمشاهد السينمائية وبالإضافة إلى المشاكل التقنية. التسلسل، الرجل-العنكبوت: على حافة الزمن، أُصدرت في أكتوبر 2011، تظهر فقط الرجل-العنكبوت المذهل والرجل-العنكبوت 2099. سُحبت كلتا اللعبتين من متاجر شبكة بلاي ستيشن وإكس بوكس لايف في 2014 تبعاً لانتهاء صلاحية ترخيص الصفقة الموجودة بين أكتيفيشن ومارفل. أُصدرت الأبعاد المحطمة مرة أخرى على ستيم في 24 أكتوبر، 2015، ولكن أُزيلت لاحقاً في 1 أبريل، 2017.
اشتُهرت هذه اللعبة بإلهام قصة الكتاب المصور في 2014، عالم-العنكبوت، كُتب من قبل دان سلوت أيضاً، والذي في دوره ألهم فلم الرسوم المتحركة عام 2018، الرجل-العنكبوت: داخل عالم العنكبوت.

## اللعب
الرجل-العنكبوت: الأبعاد المحطمة هي لعبة أكشن ومغامرات بشكل مراحل ثلاثية الأبعاد من منظور الشخص الثالث، حيث يفترض اللاعب دور أحد نسخ الرجل-العنكبوت الأربعة، يمتد حول أكوان المذهل، ونوير، و2099، والمطلق. تتمحور اللعبة حول مهارات الإنسان الخارق المميزة لكل رجل-عنكبوت؛ يستطيع اللاعب التأرجح بالشبكة، واندفاع الشبكة، وتسلق الجدران، واستعمال حاسة العنكبوت للتعرف على الأعداء والأشياء المهمة. يقدم نظام القتال في اللعبة مجموعة كبيرة من الحركات القتالية، وكل رجل-عنكبوت لديه طريقة قتال خاصة به. النقاط ضرورية لشراء التطويرات وحركات قتال جديدة يمكن اكتسابها من هزيمة الأعداء أو إنهاء تحديات عديدة في «شبكة المصير». يمكن استعمال النقاط المكتسبة في شراء 16 زيًا موازيًا (أربعة لكل رجل-عنكبوت)، والتي لا تقدم أي أفضلية في اللعب وتعتبر فقط تجميلية.
تتميز اللعبة بالعديد من الأعداء الخارقين من قصص الرجل-العنكبوت المصورة الكلاسيكية بشكل زعماء؛ صنع بعض من الأشرار بشكل خاص للعبة، مثلاً نسخ 2099 من الغول والدكتور الأخطبوط، ونسخة نوير من رأس المطرقة. يُحارب الزعماء مرتين في المرحلة عادة، وخلال القتال الثاني، يَمتلك الأعداء العديد من القوى الجديدة، أُعطيت لهم من لوح النظام والدمار، مما يضطر اللاعب إلى تغيير تخطيطه. خلال أجزاء معينة من قتال الزعماء، تتغير الأبعاد المحطمة إلى منظور الشخص الأول، عندما يستعمل اللاعب عصا التحكم (أو جهاز التحكم عن بعد لجهاز الوي والنانجاكس لنسخة جهاز الوي) للتحكم بذراعي الرجل-العنكبوت، وضرب الأعداء وتجاوز ضرباتهم. هناك ثلاثة أنواع مختلفة من اللكمات متاحة.
هناك العديد من طرق اللعب المتطرفة المختلفة من رجل-عنكبوت إلى آخر. مثلاً، تتطلب مراحل الرجل العنكبوت نوير من اللاعبين الاختباء في الظلال وقتل الأعداء بتخفٍّ، في حين تركز مراحل الرجل-العنكبوت المطلق على القتال وغالباً ما تجعل اللاعب يقاتل أعدادًا كبيرة من الأعداء؛ وهذا محتمل لهذه النسخة من الرجل-العنكبوت كونه مزودًا ببدلة سمبيوت أسود من قبل السيدة عنكبوت التي تعزز قوته. تتميز مراحل الرجل-العنكبوت 2099 بأقسام سقوط حر فريدة من نوعها وآلية زمن الرصاصة، والتي تسمح للاعبين بإبطاء الوقت وتجاوز المقذوفات القادمة.

### نسخة النينتندو دي إس
نسخة النينتندو دي إس من الأبعاد المحطمة هي شجاعة تحرك إلى الجوانب مع اختلاف صغير في طريقة اللعب بين التكرارات المتعددة للرجل-العنكبوت. يتم تجاهل هذه النسخة في نسخة الرجل-العنكبوت المطلق، وتتميز بأعداء أقل: الكهربائي والمعدل للرجل-العنكبوت المذهل؛ وبوميرانك وكاليبسو للرجل-العنكبوت نوير؛ والنسر والرجل الفضي للرجل-العنكبوت 2099. ليست كل الحركات متوفرة في البداية، ويمكن فتحها عند تقدم اللاعبين في اللعبة. في حين أن أكثرية اللعب يكون على اللوح وأزرار التحكم، تُستعمل شاشة اللمس للعب لعبة صغيرة بين المراحل لمساعدة الرجل-العنكبوت في استعمال اللوح للتنقل بين الأبعاد.

## الحبكة
خلال المواجهة مع ميستيريو، الذي حاول سرقة لوح النظام والدمار، يحطم الرجل-العنكبوت المذهل بالخطأ اللوح إلى 17 قطعة. بينما يهرب ميستيريو مع أحد القطع، تقترب السيدة شبكة من الرجل-العنكبوت، والتي تكشف أن القطع الأخرى تبعثرت حول هذا العالم وثلاثة عوالم أخرى حول الكون المتعدد. لإعادة التوازن، تُجند السيدة شبكة الرجال-العناكب من أكوان المذهل، ونوير، و2099، والمطلق لاسترجاع القطع من أبعادهم المحلية. بعد تجميع الرجال العناكب قطعتهم الأولى من دون صعوبات، تحذرهم السيدة شبكة أن قطع اللوح يمكن أن تعطيهم قوى لا تصدق ويجب ألا تسقط في الأيدي الخاطئة.